# San Antonino Castillo Velasco
San Antonino Castillo Velasco es una población del estado mexicano de Oaxaca. Pertenece al distrito de Ocotlán, dentro de la región valles centrales y al municipio del mismo nombre.

## Toponimia
El poblado es bautizado en honor a San Antonino obispo, patrono del pueblo, y a José María Castillo Velasco, político liberal.

## Historia
Es un pueblo de origen Zapoteco. Fue fundada por habitantes de Monte Albán que emigraron a esta zona de Oaxaca.[cita requerida]
El pueblo fue fundado en 1694 por Nicolás Hernández, Martín Ángel Toledo y Manuel Salmerón. El 12 de diciembre de 1889 la cabecera municipal obtiene el título de Villa.

## Fiestas
Las principales fiestas son:
- El Carnaval. celebrada desde el domingo anterior al martes de Carnaval.

- El Quinto Viernes de Cuaresma celebrada en honor de san Lázaro. Movidos por su fe los feligreses locales y de diversos lugares llenan el atrio y el templo a la vez que reciben atole de panela y panes, llamado amarillo, que los mayordomos obsequian de acuerdo a una costumbre.

- El Domingo de Ramos en este día, los habitantes de San Antonino Castillo Velasco, desde muy temprana hora los habitantes de esta comunidad llevan de ofrenda lo mejor de sus productos ante la imagen de San salvador, llegando a formar un enorme monumento artesanal que los feligreses y visitantes del lugar admiran por su extraordinaria belleza.

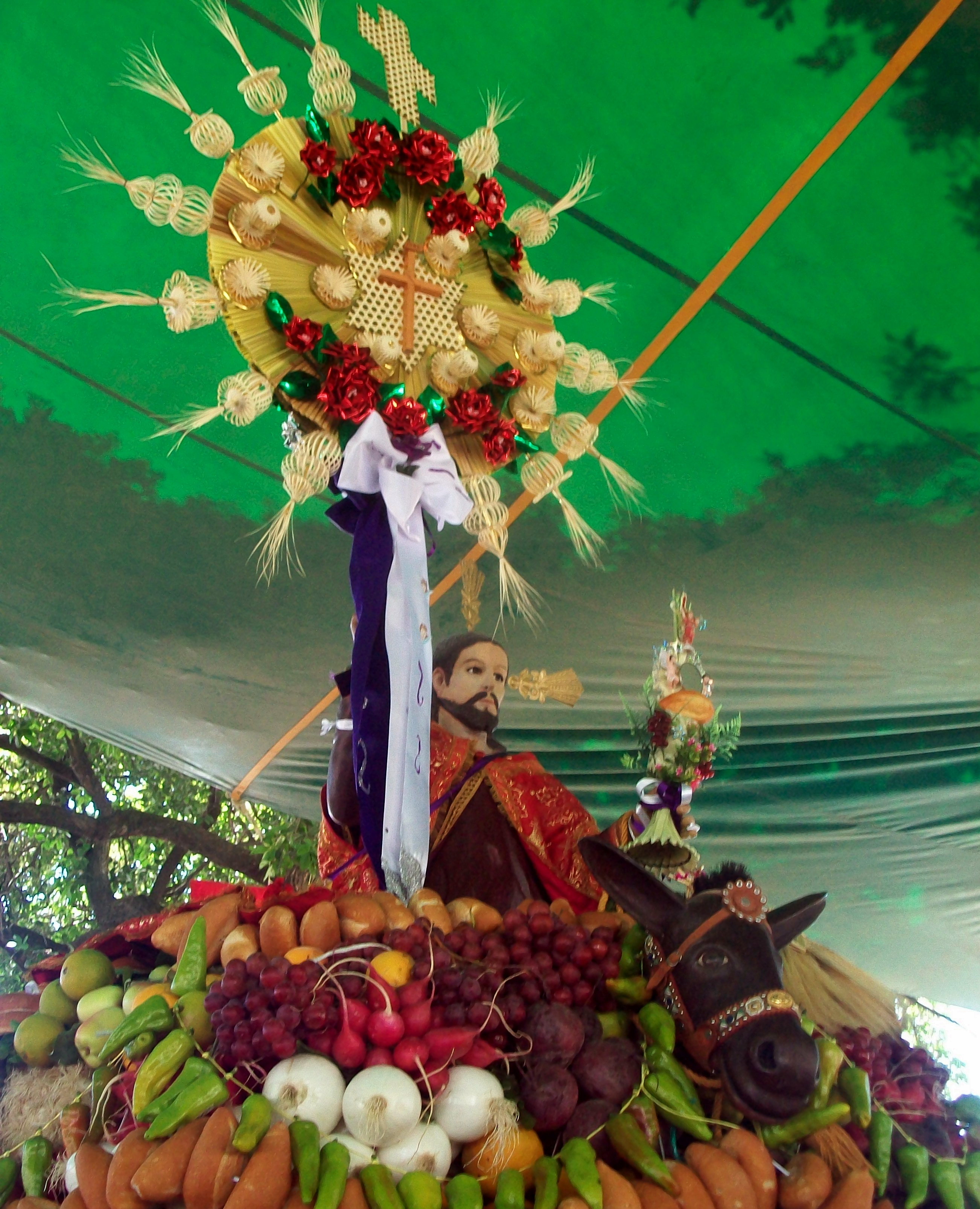
Domingo de Ramos.

- Lunes del Cerro el pueblo cuenta con una delegación que participa en el lunes del cerro de la Guelaguetza en la Ciudad de Oaxaca. En los dos lunes del cerro se realiza la Guelaguetza en San Antonino castillo Velasco, por las tardes con la participación de las delegaciones originales.

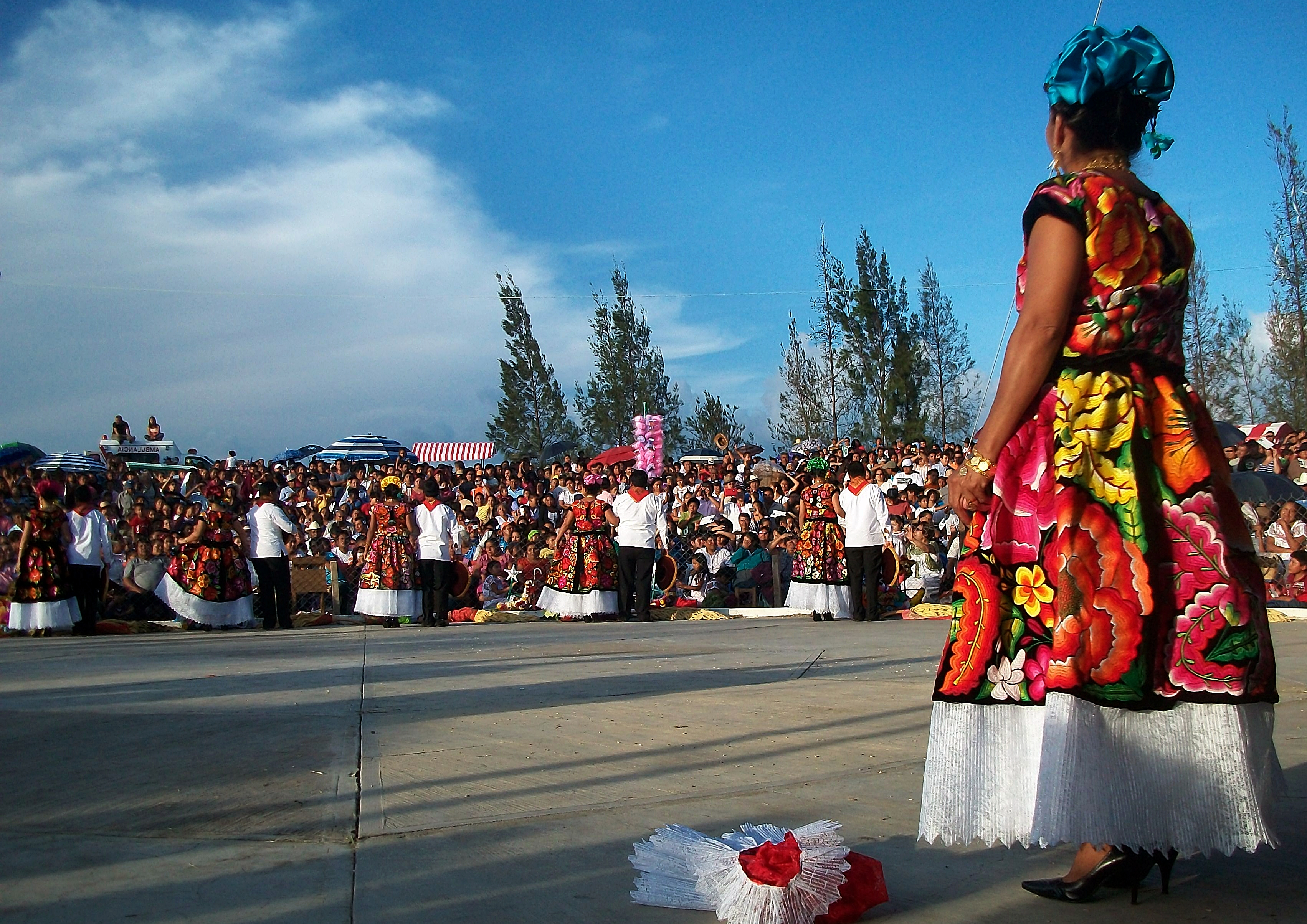
Festividad Oaxacaqueñas que se celebra los últimos lunes del mes de julio

- Todos Santos y días de Muertos  En estas fechas la población adorna de flores el panteón del lugar donde se llevan a cabo celebraciones religiosas y fiestas. La celebración más importante para este pueblo zapotaca, es el día de Responso, denominado de esta forma, porque el día 3 de noviembre, los habitantes de esta comunidad adornan las tumbas de sus difuntos y comen junto a ellos toda la ofrenda que colocaron en días posteriores.

- Sacadas y Fandango Se le denomina Sacada, a la fiesta celebrada el día sábado anterior a la boda, este es el día de fiesta para la familia de la novia. Así pues, se le llama fandango al día domingo de la boda en casa del novio. No es de admirarse que en todos los valles centrales del Estado de Oaxaca, celebren con gran alegría estas festividades, y San Antonino, no es la excepción, puesto que por lo regular duran hasta cinco días; por ellos los ciudadanos de este municipio le denomina al Sábado Sacada; al Domingo Fandango; el Lunes segundo día del fandango o Día de la Dote; el Martes tercer día del fandango o de reconocer a las cocineras, chocolateras y "Biguches".

- Mayordomías Como en todo la Entidad Federativa, las Mayordomías son muy importantes para la comunidad. Comenzando quince días antes con la señal, el cual se realiza en la explanada de su Municipio; tres días antes de la mayordomía con la calenda por las principales calles de la comunidad; dos días antes con la quema del castillo y un día anterior con la cuelga.

Sus principales mayordomías son:
- De San Antonino (Patrono del Pueblo), Diez de mayo.
- Del Señor de la Sacristía, celebrado el Martes de Carnaval, un día anterior al Miércoles de Ceniza.
- De San Lázaro y Quinto Viernes, celebrado el quinto viernes de cuaresma y en diciembre.
- De Guadalupe, celebrado el doce de diciembre.
- De Juquila, celebrado el ocho de diciembre.

## Gastronomía
La gastronomía de San Antonino Castillo Velasco es variada. Destacan el pan de yema, las carnes asadas, las verduras y sus famosas empanadas de amarillo.

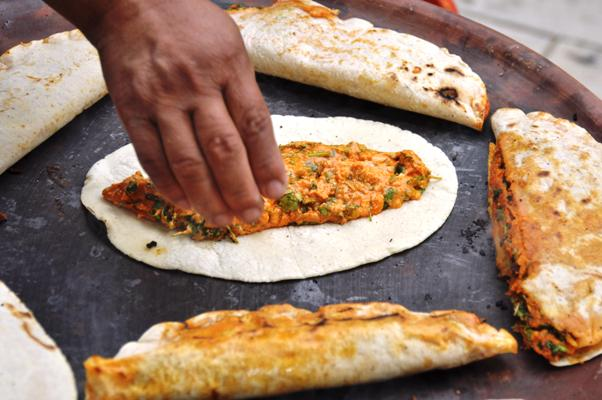
Empanadas de Amarillo

En sus mayordomías y fandangos, podemos disfrutar de su tradicional chocolateatole, bebida elaborado principalmente de maíz amarillo, canela y cacao, el cual para su elaboración es necesario un vatidor o pinolera, agua fría y pinole. 
Dentro de sus principales platillos más representativos podemos encontrar sus enchiladas de coloradito, el estofado, el mole negro amargo y sus higaditos.

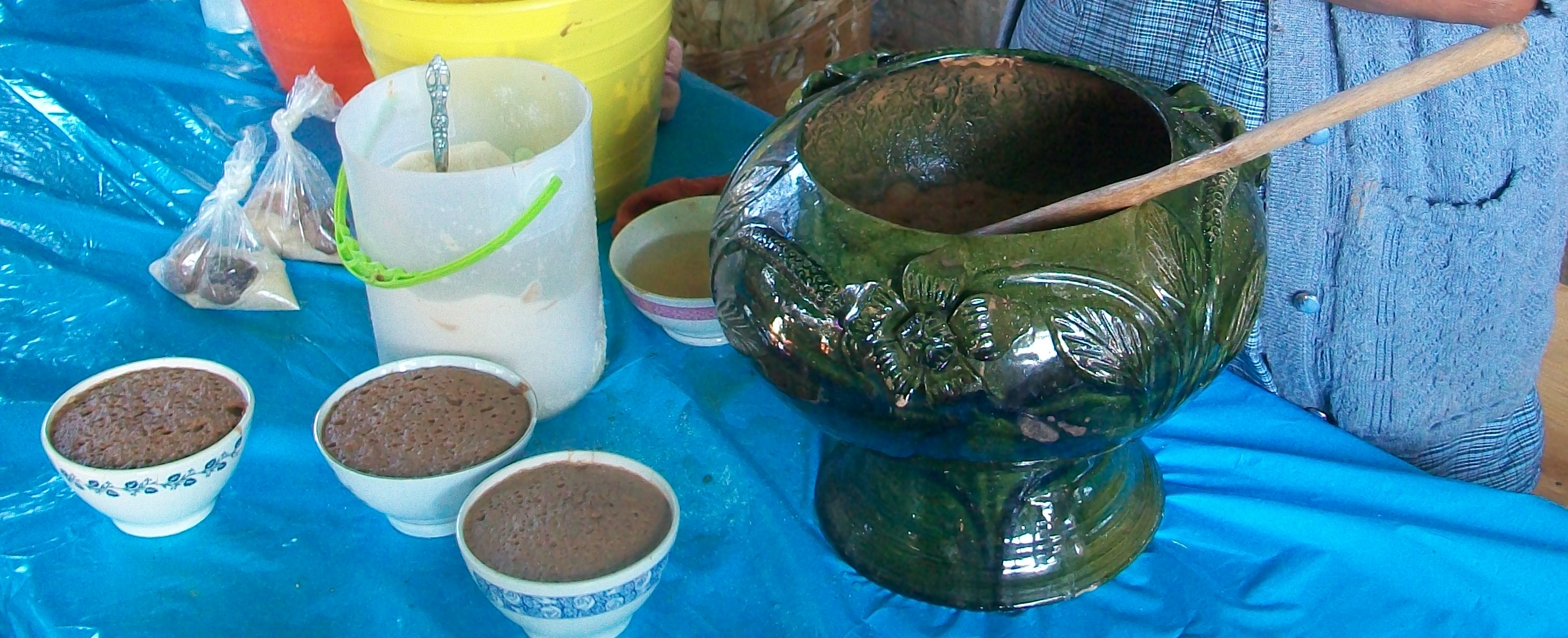
Chocolateatole, bebida elaborado de maíz, canela y cacao, acompañado de atole de maíz blanco. Para su elaboración se necesita de un batidor o pinolera y agua fría, y para moverlo un alcahuete.

## Producción Artesanal
Se produce ropa típica a base de manta adornada con bordados de hilos de seda. De las cuales destacan el hazme, sí puedes; el deshilado, el cambalache y sus pensamientos. 

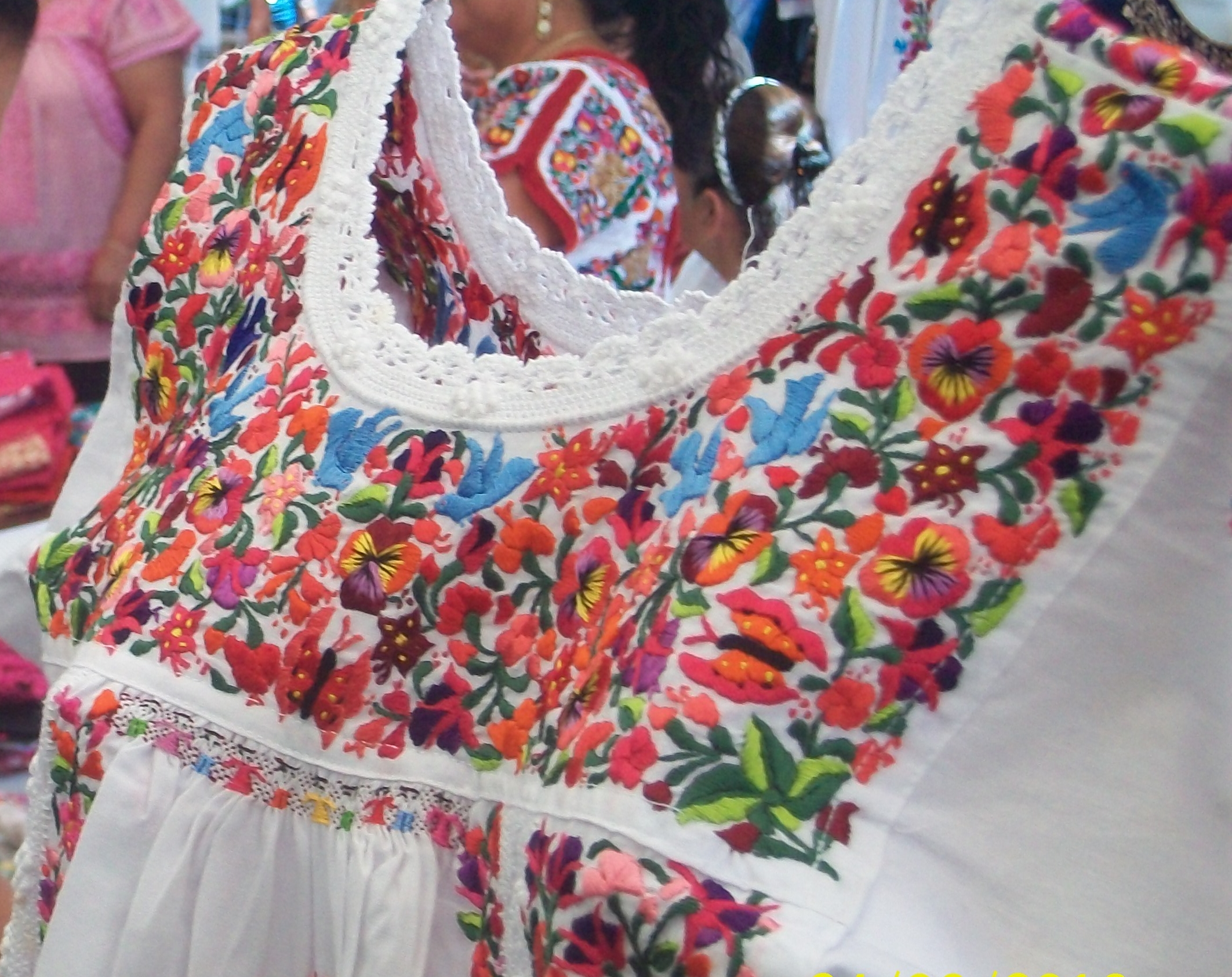
Camisa bordada

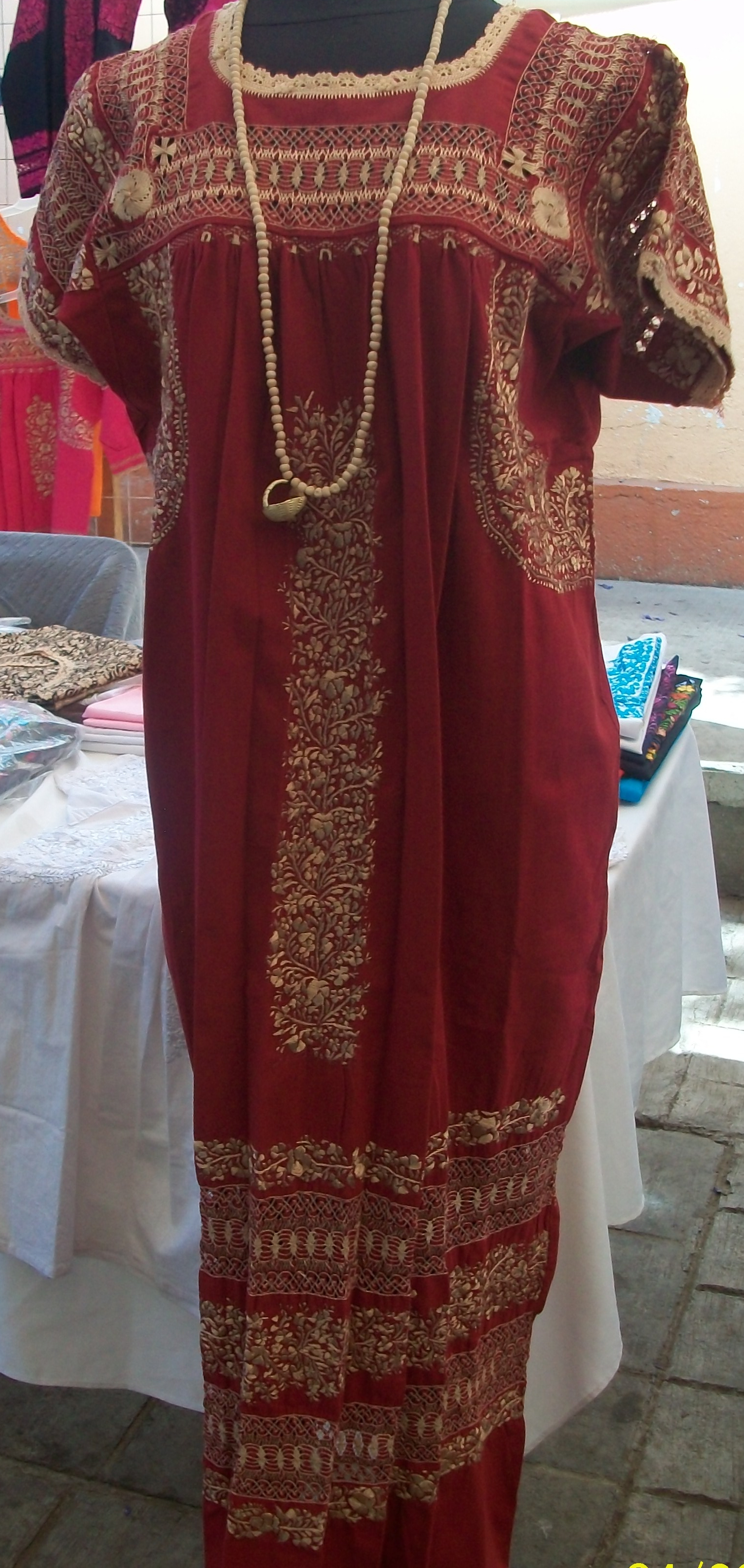
Camisa Bordada

Además de estas hermosas blusas o camisas bordadas, también se dedican a la elaboración de canasta de calenda o imágenes vestidos con flor inmortal.
También es hogar de una familia de ceramistas, los García Mendoza. José García Antonio, conocido como "el señor de las sirenas", es ciego y elabora grandes figuras con la ayuda de su esposa, Teresa Mendoza. Sus hijas Irene y Sara, además de su hijo José, también se dedican a esta actividad. Sus creaciones consisten principalmente en figuras femeninas de gran formato como sirenas o mujeres con el traje típico de la región.

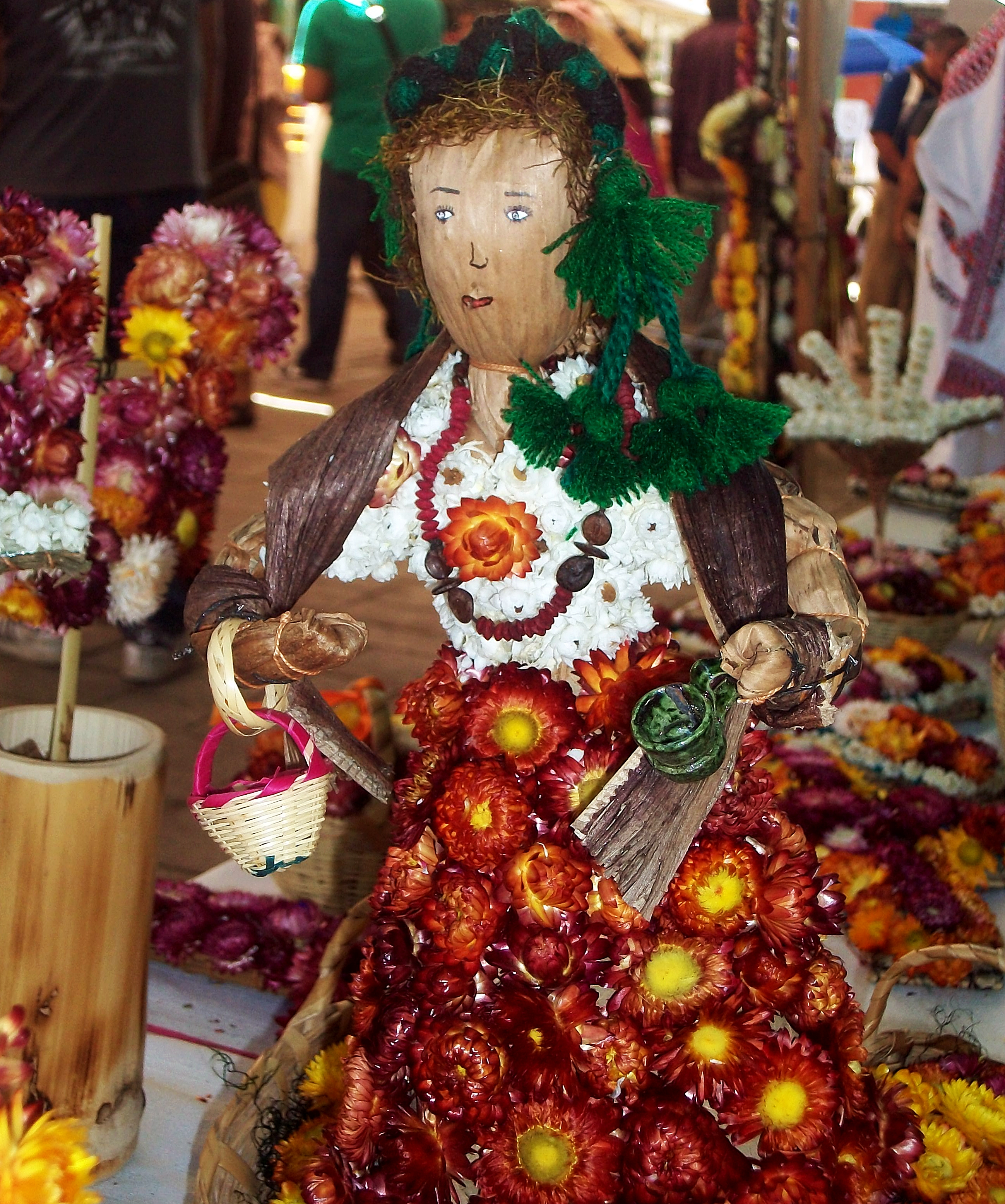
Canastas de calenda vestidos de flor inmorta

## Personas destacadas
- José María del Castillo Velasco, del cual lleva sus apellidos.
- José García Antonio, conocido internacionalmente como el Señor de la Sirenas.
- Los hermanos Delfino y Timoteo López Godínez, artesanos de flor inmortal o siempre viva y discípulos de Laureano Jiménez.
- Don Laureano Jiménez fue originario y vecino de la población de San Antonino Castillo Velasco. Fue director y fundador de una pequeña orquesta de 35 músicos, que se inauguró el 15 de septiembre de 1910, y que se llamó Orquesta “Independencia”, al que gracias a este personaje, este pueblo le debe su tradicional Jarabe del Valle.